# Karl Friedrich Schinkel

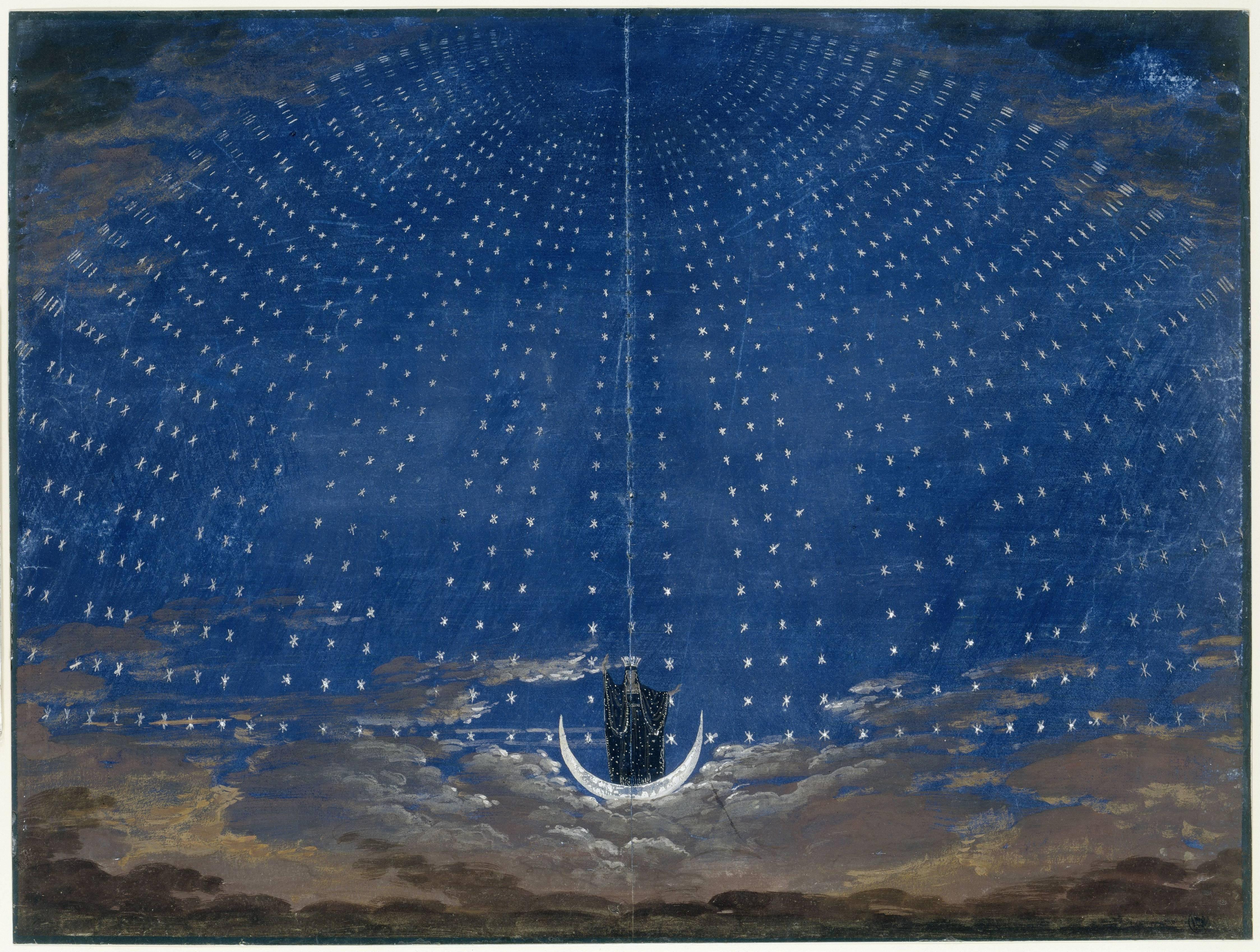
Scendesign för Trollflöjten, Stjärnhallen i Nattens drottnings palats. Gouache, Kupferstichkabinett der Staatliche Museen zu Berlin.

Karl Friedrich Schinkel, född 13 mars 1781 i Neuruppin, död den 9 oktober 1841 i Berlin, var en preussisk (tysk) arkitekt, stadsplanerare och målare, en av de tongivande för den preussiska klassicismen. Han var son till teologen Johann Christoph Schinkel och morfar till författaren Hans von Wolzogen.

## Biografi
Schinkel studerade arkitektur vid Bauakademie i Berlin för David och Friedrich Gilly samt vistades 1803–1805 i södern, huvudsakligen i Italien. Han var i sin ungdom snarare romantiker än klassicist, utförde målningar med fantastiska städer och ståtliga katedraler, som bildar verkningsfulla silhuetter mot himlen. Han svärmade för gotiken, men såg denna huvudsakligen ur målerisk synpunkt. Även i de heroiska, strängt stiliserade landskap från Italien och Grekland, som han komponerade, står arkitekturen i harmoniskt samband med naturen, den är liksom uppväxt ur denna.
Efter sin återkomst till Berlin fick Schinkel länge vänta på konstnärliga uppgifter eftersom de politiska förhållanden som rådde, var allt annat än gynnsamma för en byggkonstnär. År 1810 blev han anställd vid den nyinrättade Baudeputation; vid den preussiska förvaltningens reorganisation 1815 blev han Oberbaurath, 1820 professor och medlem av akademiens senat och 1839 Oberbaudirektor. Många av hans arkitektoniska projekt förverkligades aldrig, antingen för att de var alltför fantastiska för tidens smak eller på grund av penningbrist. Bland dessa förslag var en gotisk gravkyrka över drottning Louise av Mecklenburg-Strelitz (1810) och en praktfull gotikdom, avsedd att byggas på Leipziger Platz till minne av befrielsekriget 1813. 
De byggnader han en tid framåt fick utföra var hållna i klassisk stil, men hans sätt att använda de antika formerna var genialiskt självständigt. Det första av dessa verk var Neue Wache vid Unter den Linden (1816–1818) med en dorisk fasad, samarbetad med en fast, kastellartad byggnadsmassa. Han ritade även Schauspielhaus på Gendarmenmarkt (1819–1821, nuvarande Konserthuset) med en klassiskt hållen konsertsal, vilket uppfördes på den äldre, brunna byggnadens grund och delvis med användande av dess murar, en invecklad uppgift, som han löste med framgång, liksom Altes Museum (1822–1829) med en kupoltäckt rund mittsal och en ståtlig kolonnhall utmed fasaden. 
Närmast efter dessa tre byggnadsverk följde en byggnad av helt annan art, Werderkyrkan (1825–1828), i gotik, men modifierad i klassisk anda. Här liksom i den 1832–1835 uppförda Byggnadsakademien införde Schinkel det typiskt nordtyska tegelbygget i Berlinarkitekturen. Bland hans övriga verk är kyrkan i Moabit, Nikolaikyrkan i Potsdam (fullbordad av Ludwig Persius) samt de små slotten Charlottenhof vid Sanssouci och Babelsberg i engelsk gotik (senare tillbyggt). 
Bland hans aldrig utförda verk är att nämna framför allt slottet Orianda på Krim, ett för kejsarinnan av Ryssland utfört projekt, och ritningarna till kungligt slott på Akropolis i Aten (ritningarna till dessa båda företag utgavs 1846–1849; ny upplaga 1873) samt till domkyrka i Berlin. Han utförde även betydande verk på rumsdekorationens område; han utförde ritningar till möbler och vävda tapeter samt gjorde utkast till väggmålningar.
Schinkel utförde panoramabilder (bland annat Palermo, 1807–1808), den dekorativa målningen Greklands blomstring (1825, slottet i Neuwied), väggmålningar (fem landskap, väggprydnad i ett och samma rum) samt utmärkta stil- och fantasifulla teaterdekorationer (bland annat till Trollflöjten). Han utgav samlingar av arkitekturutkast (1820 ff.; en ny upplaga utkom 1857–1858) och möbelritningar (1835–1837; ny upplaga 1852) samt skrev Grundlagen der praktischen Baukunst (1834; andra upplagan i två band 1835).

## Byggnader i urval
- 1818, Neue Wache i Berlin

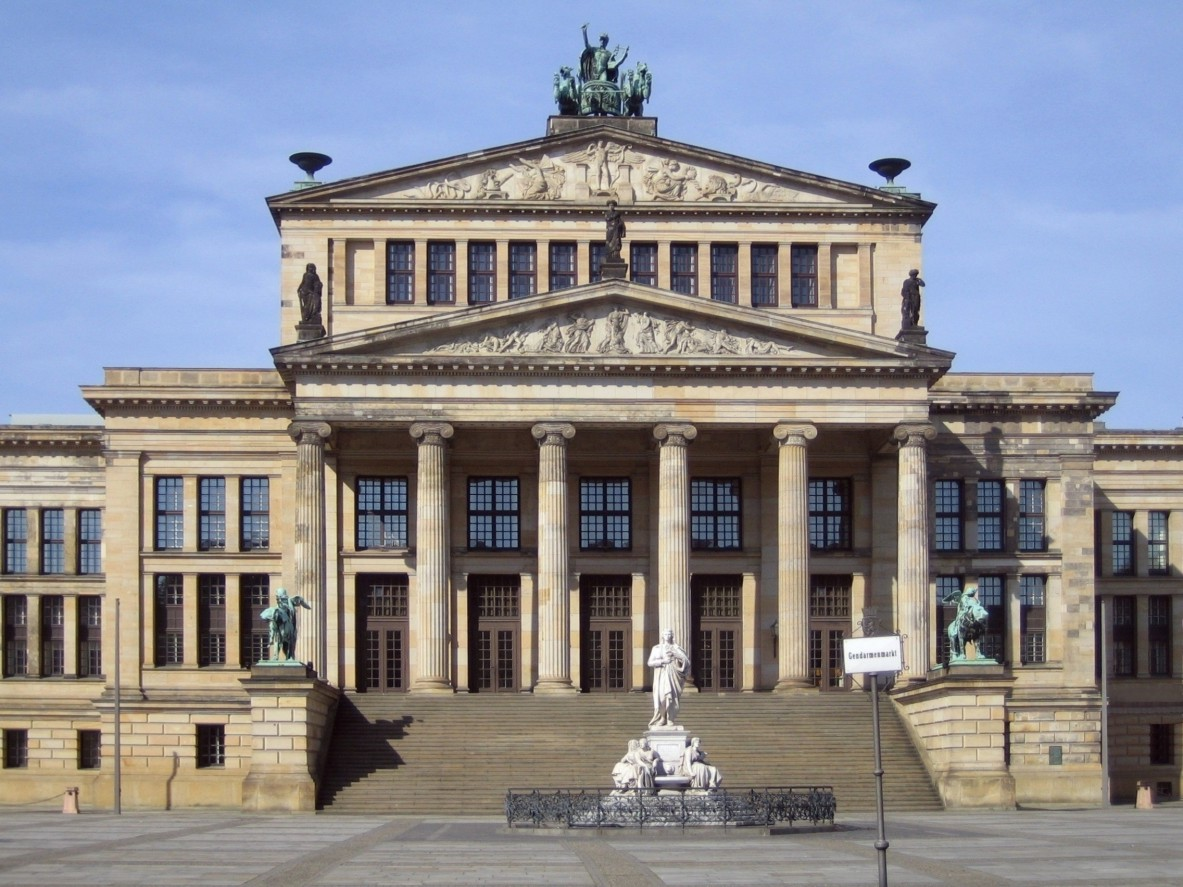
Konserthuset, Berlin

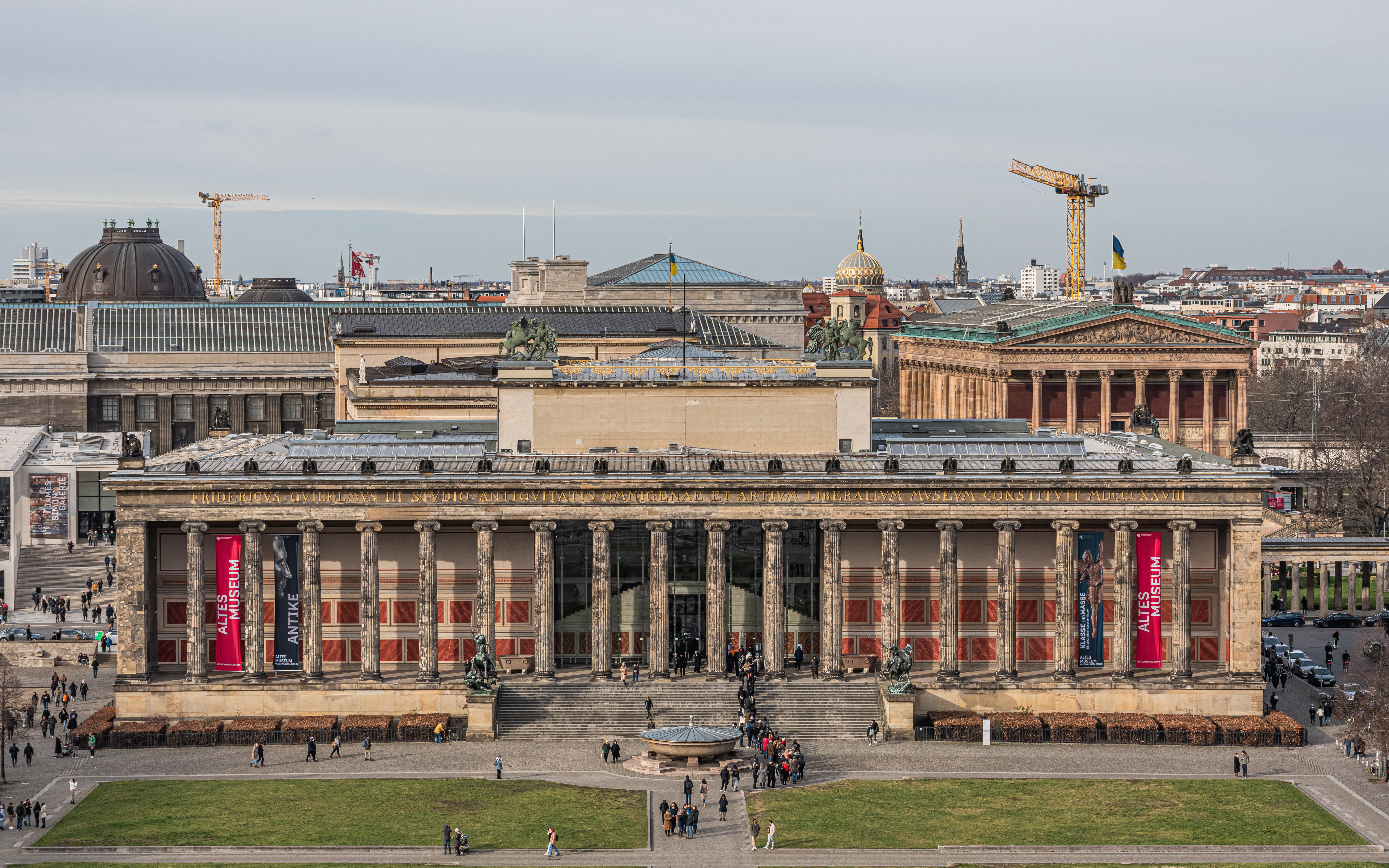
Altes Museum

- 1818, Konserthuset i Berlin på Gendarmenmarkt, invigt 1821
- 1818, Nationalmonumentet över Befrielsekrigen på Kreuzberg, Berlin
- 1818, Grossbeerens kyrka
- 1823, Luisenkirche i Berlin
- 1823, Ohlaus rådhus
- 1830, Altes Museum i Berlin
- 1824, Friedrichswerdersche Kirche i Berlin
- 1825, Schloss Glienicke i Berlin
- 1826, Kap Arkonas fyrtorn
- 1830, Nikolaikirche i Potsdam
- 1832, Bauakademie (byggakademin) i Berlin (förstört, återuppbyggnad omdebatteras)
- 1832, Berlins observatorium (Neue Sternwarte i Kreuzberg, rivet)
- 1833, Römische Bäder i Potsdam
- 1834, Schloss Babelsberg i Potsdam
- 1835, Stolzenfels slott nära Koblenz
- 1837, Gjutjärnspaviljongen över Schwedenstein i Lützen
- 1837, Akademisches Gymnasium i Danzig
- 1838, Kamenz slott i Kamenz (nuvarande Kamieniec Ząbkowicki)

## Utmärkelser
Asteroiden 5297 Schinkel är uppkallad efter honom.